# رود اوستا
رود اوستا (انگلیسی: Usta) یک رودخانه در استان کیروف کشور روسیه است.